# PC Guru
A PC Guru magyar, elsősorban számítógépes játékokkal és hardverekkel foglalkozó, havonta megjelenő újság. 1992-es alapítása óta folyamatosan megjelenik, ezzel a legrégebben piacon lévő ilyen lap. A PC Guru eredetileg Guru címen, 1992 júniusában útnak indított, főleg Amigás számítógépes játékokkal foglalkozó havilap volt. Az évek során számtalan kiadóváltást és nagyobb külső-belső változásokat megélt, jelenleg az Esport1 Kft. adja ki.

## Története

### Lemezújság (1990–1992)
A Commodore Amiga gépekhez készült Guru lemezújságot 1989 végén Berényi Zoltán ("Bear"), Fehér Gábor ("Masell"), Marinov Gábor ("Gaborca"), Turcsán Tamás ("Shy"), és Turopoli Béla ("Claymore") alapították. Ekkoriban a kiadvány Panasonic gyártmányú floppylemezeken jelent meg, 150 forintos egységáron, melyben benne volt a lemez ára is. A lemezújság 1992-ig 15 számot élt meg.
Mivel az 1990-es évek elején a Commodore Amiga volt a legnépszerűbb számítógép, így a Guru is e köré épült. A lap a címét az amigás "kék halál", a "Guru Meditation Error" után kapta.
A lemezújságnak 1991 és 1993 között létezett egy csehszlovák verziója is, ez 1992-től az Amiga Star újság mellékleteként jelent meg.
2011-ben, a 20. évforduló alkalmából kiadásra került a jubileumi lemezújság, ezt 2012-ben még egy lemezújság és egy nyomtatott Guru követte. 2023-ban Gaborca a GitHub-on elérhetővé tette a lemezújság motorjának forráskódját.

### Guru, majd PC Guru (1992–1998)
A nagy sikerre való tekintettel 1992-ben elhatározták, hogy újság formátumban is kiadják a lapot. Egyiküknek sem volt különösebb rutinja, és sok pénzük sem (a Guru Bt. kb. másfélmillió forint tőkével jött létre, amihez mellékállásban kerítették elő a pénzt), így az első szám csak szeptemberben jelenhetett meg.
Öndefiníciója alapján a Guru "szórakoztató informatikai magazin" volt, azaz nemcsak játékokkal foglalkozott, hanem hardverekkel, programozással, sőt film- és zenekritikákkal is. A szerkesztőség az olvasókkal közösen minden évben megszervezte a Guru Tábort, az első 1992-ben volt Parádon.
Idővel aztán a PC egyre népszerűbb lett, lassan az Amigánál is, így 1993-ban megjelent egy negyedéves periodika, PC Guru címmel, a Guru leágazásaként. 1995-ben a PC Guru lett a havilap, a Guru pedig AGuru címen folytatódott tovább negyedéves lapként egészen 1996-ig.
A lap történetében az első komolyabb törést egy tartozás visszafizetése jelentette. A Guru Bt. alapításához annak idején felhasználtak egy egymillió forintos kölcsönt, mely visszafizetése egy háttéralku következményeként akként történt, hogy 1994-ben megalapításra került az Új Guru Lapkiadó Kft., melyben Bear mellett a Valhalla Páholy Kiadót vezető Novák Csanád bírt részesedéssel. A Valhalla Páholy korábban is támogatta a Gurut, szerepjátékos melléklettel lehettek jelen a lap hasábjain, de a többi alapítót váratlanul érte, hogy az ő tudtuk nélkül történt változás a tulajdonosi körben. Ez a lépés feszültséget okozott, és az alapítók Bear kivételével egyesével távoztak.
1995-ben megjelent egy kizárólag CD-n kiadott magazin, a CD Guru is, mely egészen 2000-ig került kéthavonta kiadásra. 1998-ban jelent meg először CD-melléklettel a lap. Ugyanekkor elindult a a PC Guru Online (PGO) is, a nyomtatott laphoz képest egész más szerkezettel.

### A Vogel Burda égisze alatt (1999–2008)
1999-től az újságot új kiadó, a Vogel Publishing Kft. (később Vogel Burda) vette át. Ezzel egy időben a lap dizájnja felfrissült. Májusban először került teljes játék a lap mellé a Stonekeep személyében (emellett megmaradt a lap CD-melléklete is, így az újsághoz már 2 CD járt papírtokban). 1999-2000 között kerültek a laphoz olyan új cikkírók, akik a későbbiekben nagy szerepet játszottak az újság életében: Sashegyi Zsolt (Sasa), Hanula Zsolt (Hancu), Stöckert Gábor (Stöki), és még sokan mások. A hosszú ideje főszerkesztő Bear vezetési stílusával sokan elégedetlenek voltak, az új cikkírók is egy már folyamatban lévő rivalizálás kellős közepébe csöppentek. Hancu eleinte csak álneveken, Rejtő Jenő karaktereinek a nevén (Wendriner Aladár, Troppauer Hümér) publikálhatott. A konfliktusok vége az lett, hogy Bear felállt a főszerkesztői székből, és saját lapjaival (PC.Games, CD Games) folytatta tovább. Helyére a lapnál régóta dolgozó Mocsáry József (Mocsy) került, főszerkesztő-helyettesként pedig Révhelyi Beatrix (Lily), így kettős vezetése lett a PC Gurunak. 2000-ben a lapdizájn ismét felfrissült (posztert is elkezdtek adni a laphoz), majd 2002 februárjában történt egy éles váltás: az újság drasztikusan megváltozott külsővel, vékonyabb lapokon jelent meg, ami nem nyerte el mindenkinek a tetszését
2002 nyarán a háttérben hatalmas változások zajlottak. A Vogel Publishing német vezetőségétől magát függetlenítő hazai vezetőség azt állította a tulajdonában álló lapok (köztük a PC Guru) szerkesztőségének, hogy biztos forrásból tudják: központosítás indul a Vogel lapjainál. Ennek keretén belül pedig – állították – nem lesz szükség annyi cikkíróra és tesztelőre, hiszen külföldön írják majd az egyes cikkeket, azokat pedig csak fordítani kell. 2002 augusztusának végén a Vogel felmentette az addigi ügyvezetőt, Ivanov Pétert, és a helyére Carsten Gerlach került. Válaszul Ivanov bejelentette, hogy a PC Guru (valamint a Chip, a Műszaki Magazin, és a PlayTime) szerkesztősége kiválik, és a jövőben új címen, Guru Gamerként jelenik meg a lap. A változás az ő esetükben mindössze azzal járt, hogy cégnevet változtattak, hiszen minden és mindenki maradt a helyén, de a Vogel helyett már az IPMA, illetve a kiadást végző G.F.H. Kft. került a névtáblákra. A Vogel az eseményeket akként kommentálta, hogy az események egy hosszabb folyamat betetőzései: Ivanov Péter még az év májusában cégeket alapíttatott gyerekeivel, majd előbb a Vogel összes tevékenységét "kiszervezte" hozzájuk, majd amikor a megkötött előnytelen szerződések miatt a Vogel felmentette őt, a négy lapot magával vitte és azt híresztelte, hogy a német cég egyébként is kivonul Magyarországról. A Vogel szerint az eljárás tisztességtelen volt, de nem állt szándékukban kivonulni, és bejelentették, hogy a PC Guru kiadását is folytatni fogják, mégpedig egy már száz százalékig német tulajdonú céggel, a Vogel Burdával. Az IPMA cáfolt, és éppen a Vogelt nevezte meg, mint aki valótlan információkat terjeszt és tisztességtelen lépéseivel érte el a fennálló helyzetet.
Az utolsó, a régi stáb által készített PC Guru 2002 szeptemberében jelent meg, a következő hónapban pedig megjelent a Guru Gamer. Októberben nem jelent meg a PC Guru, mert egyszerűen nem maradt senki, aki elkészítse azt. A Vogel megoldásként megkereste a korábbi főszerkesztő Bear-t, hogy készítse el azt a PC.Games stábjával. Ugyanekkor polgári peres eljárást indítottak a G.F.H. Kft. ellen, melynek során elérték, hogy a "Guru" szó használatától tiltsák el a régi stábot – az ő lapjuk 2002 novemberében már Gamer Magazin címen jelent meg, egyszerre az újraindított PC Guruval. A két újság között nyílt, üzengetésektől sem mentes harc kezdődött, különösen amiatt, hogy az új stáb egy az egyben lemásolta a korábbi szerkezetet, így komplett rovatok jelentek meg mindkét újságban ugyanazon a címen, de mások által jegyzetten. Az újság ekkoriban nem a Vogel budapesti belvárosi központjában, hanem Újpesten, egy albérletben készült, meglehetősen mostoha körülmények között.
2003 tavaszán újabb változások történtek: a Gamer Magazin stábjának körülbelül a fele informális megbeszéléseket kezdett a Vogellel – úgy látták, hogy az IPMA jóslatai a feleslegessé váló cikkírókról mégsem fedik a valóságot, amellett a Gamer csökkenő példányszámát a kiadó a cikkírók felelősségévé tette, és teljesítményalapú bérezést vezetett be. Ennek köszönhetően 2003 májusában többen, köztük Hancu, Stöki, shoebaron, Sasa és Chris, valamint a laptervező Cseri visszaigazoltak a PC Guruhoz, és visszakapták régi rovataikat is. A lap főszerkesztője maradt Bear, aki a PC.Games stábjával a saját lapjait is készítette, a visszaérkezettek pedig nekiláttak az újság megreformálásának. Ez kezdetben nem ment egyszerűen, mert csak a cikkírókat tudták megszűrni (a gyengébb képességűektől megváltak), de Bear határozottan ellenére volt a mélyebb változásoknak. Végül a Vogel Burda döntése lapján 2003 végén közös megegyezéssel megváltak Bear-től, és a PC Gurut az újonnan érkezettek kezébe adták, egyben a szerkesztőséget beköltöztették a Vogel többi lapja mellé. Az új főszerkesztő Sasa lett. A lap dizájnja ismét megváltozott, letisztultabbá vált, 2004-től pedig DVD-mellékletre cserélték a CD-t. 2004 végén megszűnt a Gamer Magazin, a stáb pár tőlük érkezett cikkíróval erősödött.
Ebben az időben a PC Guru legnagyobb riválisa a Vogel-IPMA háború közben megerősödött GameStar lett. A lap komoly vetélytárssá vált, voltak hónapok, amikor a piacvezető státuszt is megszerezte. A PC Guru ennek érdekében mindent bevetett, hogy a legnépszerűbb maradhasson: több és exkluzívabb teljes játék érkezett, hatásvadász címlapokat készítettek, sőt 2005-ben két kötetben kiadták a "Masters of Doom" című könyvet is, "A Doom legendája" címmel.
2007 májusában a játékrovat-szerkesztő Hancu elhagyta a magazint (ő és később Stöki is az Index-hez kerültek), őt Birkás Péter (Bate) váltotta fel. 2007 végén és 2008 elején a magazin nyomtatott és online verziója is változáson ment át, az online felület főszerkesztője Székelyhidi Ádám (Darths) lett, kiegészültek a megszűnt Play! magazin designjára hajazó konzolos szekcióval, és a lap dizájnja is megváltozott, a logó pedig hét év után újra átalakult. Mindkét projekt grafikai megvalósítása a lap tervezőjéhez (Kristóf Gábor) kapcsolható.

### A Motor-Presse Kiadó idején (2008–2011)
A gazdasági válság hatására a Vogel Burda 2008 elején elhatározta, hogy kivonul Magyarországról. Így a PC Guru, valamint a kiadóhoz tartozó többi lap (Chip, Computer Panoráma, Műszaki Magazin) átkerültek a Motor-Presse Budapest Lapkiadó Kft.-hez.
A 2008-as év hetedik számával változott az újság (2008/07), némely cikkek nem csak a játékokról szólnak, hanem mélyebben foglalkoznak azok hátterével és az esetleges újdonságok piaci hatásával is.
A 2009/02-es számmal a lap ismét kinézetet és stílust váltott, ugyanis ez volt az első szám, amelynek kinézetét már nem Gaben készítette, hanem az új Lapterv és design szerkesztő, Takáts Zoltán azaz SkiTZ.

### A Skorpió Print kiadásában (2011–2020)
2011 júliusában a Motor-Presse is kivonult Magyarországról. A cég jogutódja, a Word Communications úgy döntött, hogy nem veszi át a lapot, mivel az eladások az elmúlt négy évben a felére csökkentek. Körülbelül egy hónapig teljes bizonytalanság volt, hogy egyáltalán megszűnik-e a PC Guru vagy sem. Augusztusban aztán bejelentették, hogy új kiadó, a Skorpió Print veszi át a patinás újságot. Nyomtatásban a 2019. decemberi lapszám volt az utolsó, az online kiadás viszont tovább működik.

### Az Esport1 Kft. kiadásában (2020–)
2020 júliusában bejelentették, hogy a PC Guru online kiadásának valamint a print változatnak a jogait az Esport1 Kft. szerezte meg. Az új kiadóval korábban is volt együttműködés különféle esport-rendezvények okán, a jövőben is elsősorban ebben az irányban szeretnének fejlődni.

## A lap jelenlegi munkatársai
- Főszerkesztő: Szikora Márk
- Szerkesztő: Pap Viktor, Incze Krisztián, Kaiser K. Dávid, Szlavkovszki Dávid

Kilépett szerkesztők
- Lily és Mocsy – 2002 (szabadúszók lettek)
- Brazil – 2002 (cikkíró, LevRov, programozó lett)
- Laza – a törd. – 2002 (tördelőszerkesztő, LevRov)
- Hancu – 2007 (az Index-hez ment)
- Grath és Sasa – 2008 (az 576 KByte-hoz mentek)
- Darths – 2011 (az 576 KByte-hoz ment)
- Miguel – 2012 (az Index-hez ment)
- Bate – 2014 (az Origóhoz ment, majd újságíró-rovatvezető lett a 24.hu-nál)
- Wilson – 2015. november
- Chocho – 2015 (az Origóhoz ment, 2015. december 1-től újra a PC Guru munkatársa, főszerkesztői pozícióban, 2018. szeptember 1-től a Forbes-nál dolgozik)[19][20][21]
- Chris – 2017. november 1-től elhagyta a lapot. Chris 1998-tól 2017-ig dolgozott a magazinnál. Eleinte CD- és DVD-szerkesztőként ő állította össze a magazin lemezmellékletét, majd videóteszteket és egyéb videós tartalmakat készített a magazin Youtube oldalára. Emellett közel két éven át vezette a magazin levelezési rovatát, a Levrovot.
- Böjti – 2024-ben hagyta el a lapot (a Mandiner-hez ment, ahol a Kultúra rovatba ír).

Alapítók
- Berényi Zoltán (Bear)
- Fehér Gábor (Masell)
- Marinov Gábor (Gaborca)
- Turcsán Tamás (Shy)

## Teljes játékok és vírusirtó szoftver
A PC Guru-hoz 1999-től teljes játékot is mellékelnek. Ezek 2003 őszéig CD-mellékletként, az októberi szám óta pedig DVD-mellékletként találhatóak meg, sok más egyéb tartalom mellett. Később a DVD mellékleteket felváltották a Steam platformon aktiválható teljes játékok, továbbá a magazin melléklete még egy ESET Smart Security vírusirtó szoftver aktiválására használható kód.